# Pimpinella brachycarpa
Pimpinella brachycarpa, відома в Кореї як чамнамуль — вид із роду бедринець (родина окружкові).

Це запашна рослина з пилкоподібними овальними листками. Квітне в період з червня по серпень білими квітами має їстівні молоді листки.

## Практичне використання
Як і інші рослини Окружкових, у чамнамуль має ароматне листя, що використовуються в кулінарії.

### Корея
У корейській кухні гладке листя та хрусткі стебла молодого чамнамулу подають у свіжому або бланшованому вигляді як весняний намуль (приправлена овочева страва). У Північній Кореї, чамнамуль-кімчі є популярною стравою. Вона відома як одна з улюблених страв Кім Ір Сена. 

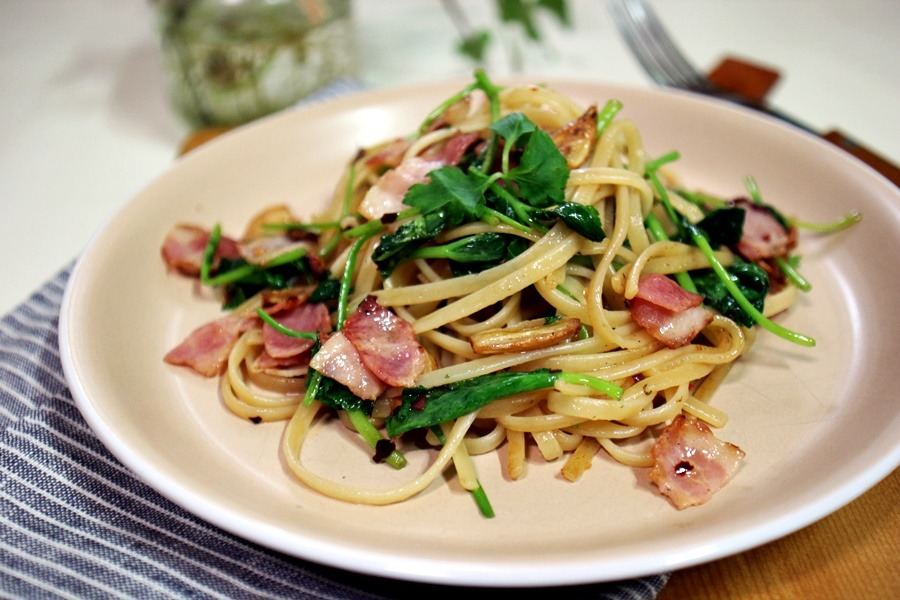
Макарони з чамнамуль
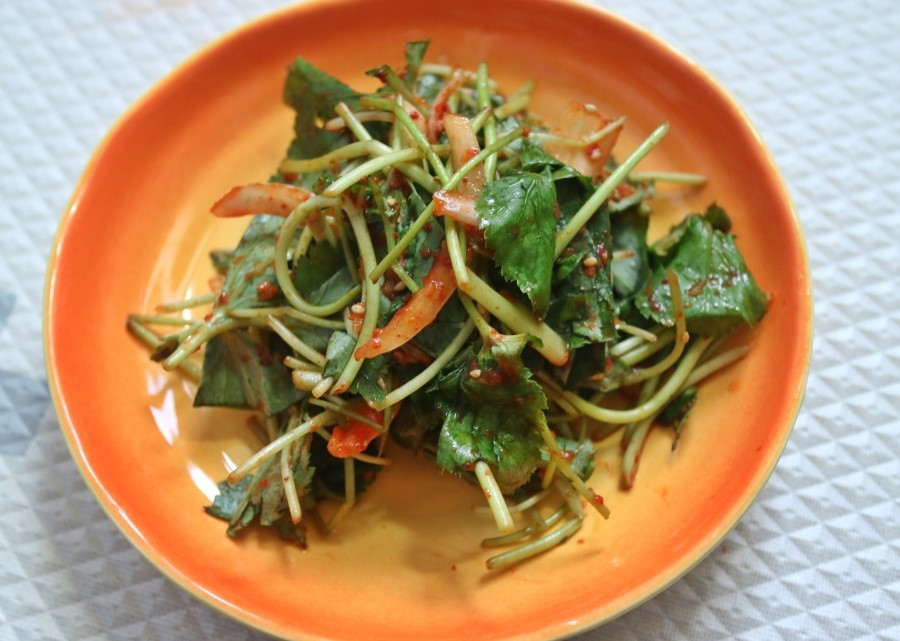
Чамнамуль-мутім, виготовлений зі свіжого чамнамулю
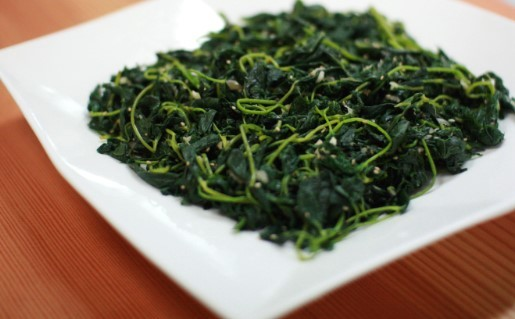
Чамнамул-мутім з бланшированого чамнамулю
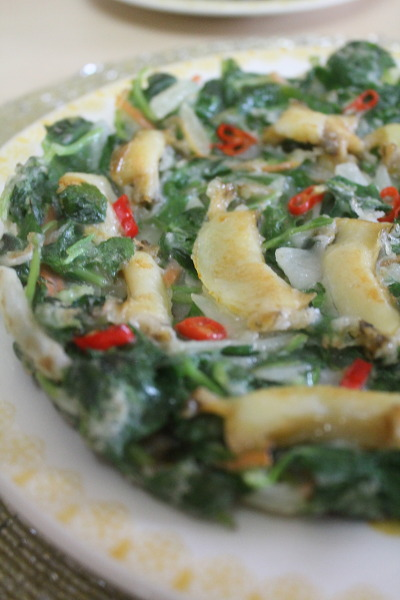
Млинець з чамманульом